# Iwao Matsuda
Iwao Matsuda (jap. 松田巌 Matsuda Iwao; ur. 23 lutego 1895 w prefekturze Ishikawa, zm. 26 marca 1979) – oficer Cesarskiej Armii Japońskiej służący podczas II wojny chińsko-japońskiej i II wojny światowej. Zakończył służbę w stopniu generała porucznika wojsk lądowych (rikugun-chūshō).
Matsuda był szefem sztabu 23 Dywizji Piechoty w 1941 roku, następnie objął dowództwo 65 Samodzielnej Brygady Piechoty. Dowodził jednostką, która była odpowiedzialna za obronę przylądka Gloucester podczas bitwy o przylądek Gloucester.